# Robiquetia lutea
Robiquetia lutea là một loài thực vật có hoa trong họ Lan. Loài này được (Volk) Schltr. miêu tả khoa học đầu tiên năm 1914.